# Cancillería Estatal de Baviera

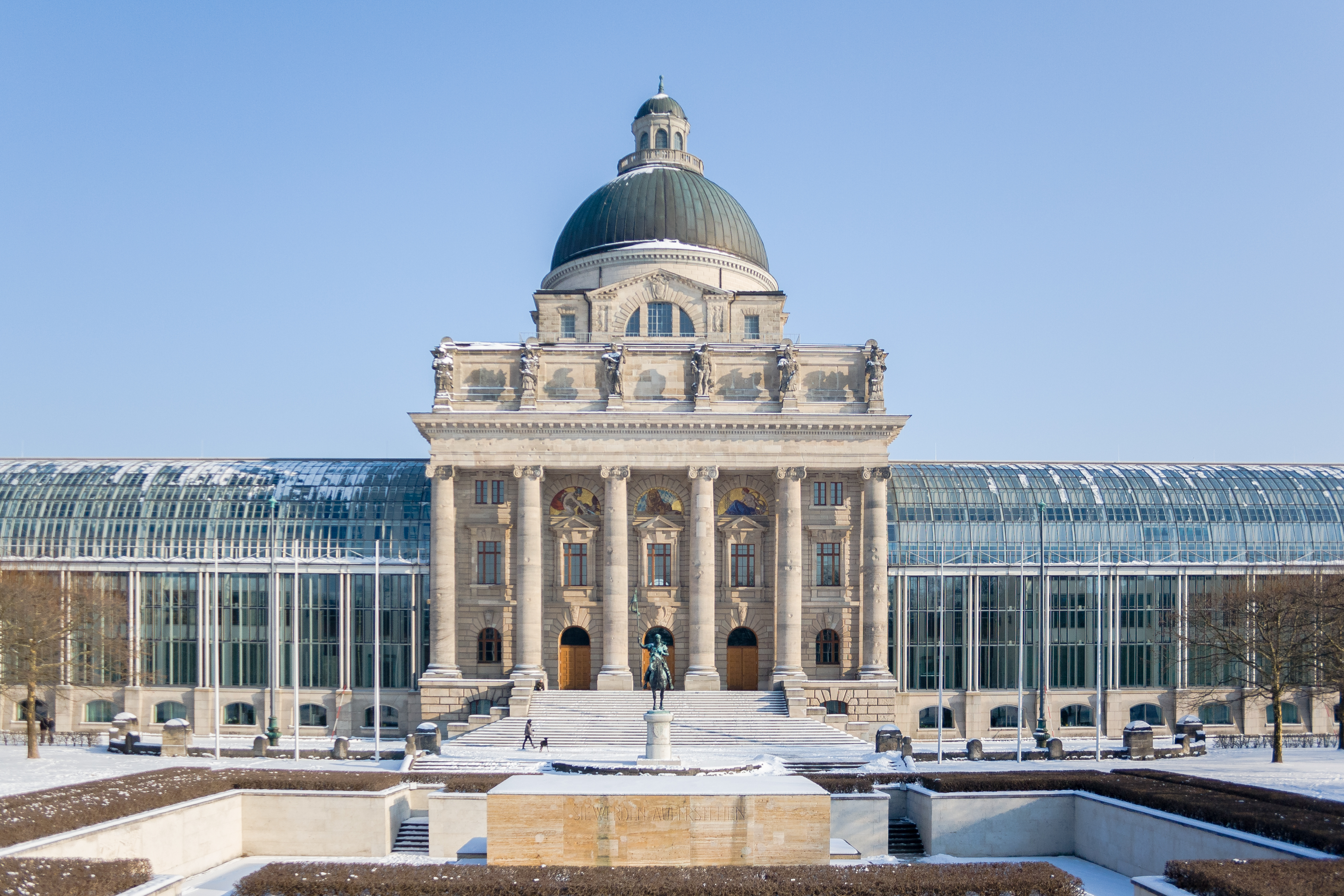
Vista frontal de la cancillería.

La Cancillería del Estado de Baviera es la máxima autoridad del land de Baviera que se creó para apoyar al primer ministro y el Gobierno Estatal en Múnich. A la sede de la institución se le conoce igualmente como cancillería del Estado de Baviera.

## Historia

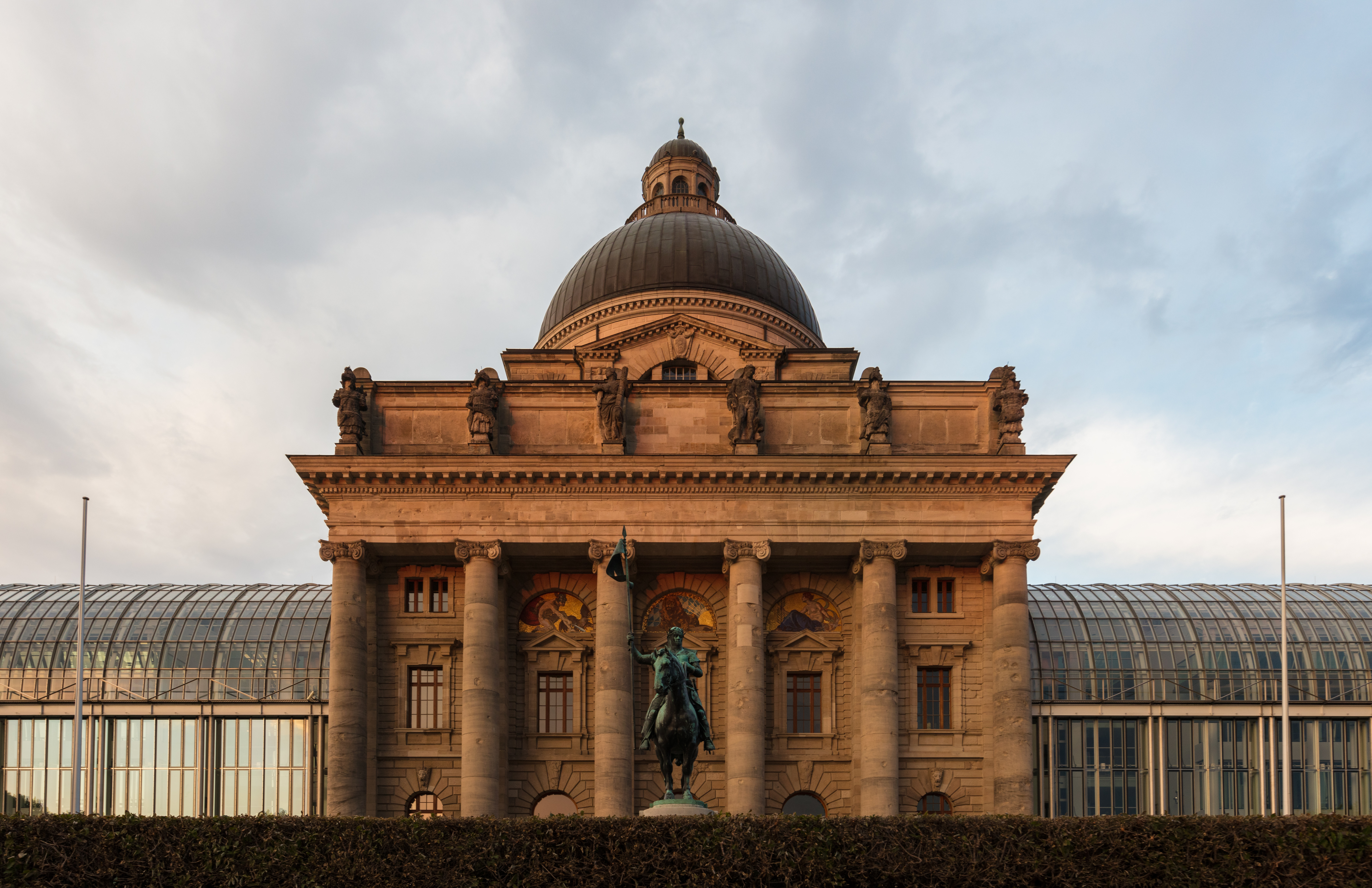
Vista frontal al caer el sol.

La cancillería se creó en 1933. En la época de la República de Weimar el primer ministro era, a la vez, el ministro de asuntos exteriores. Por ello, el Ministerio de Asuntos Exteriores, que apenas tenía competencias propias, era de facto una institución al servicio del primer ministro. No sería en marzo de 1933, con la llegada de los nazis al poder en Baviera, cuando se eliminó la autoridad de Asuntos Exteriores para ser sustituida por la cancillería estatal.

## Galería de imágenes

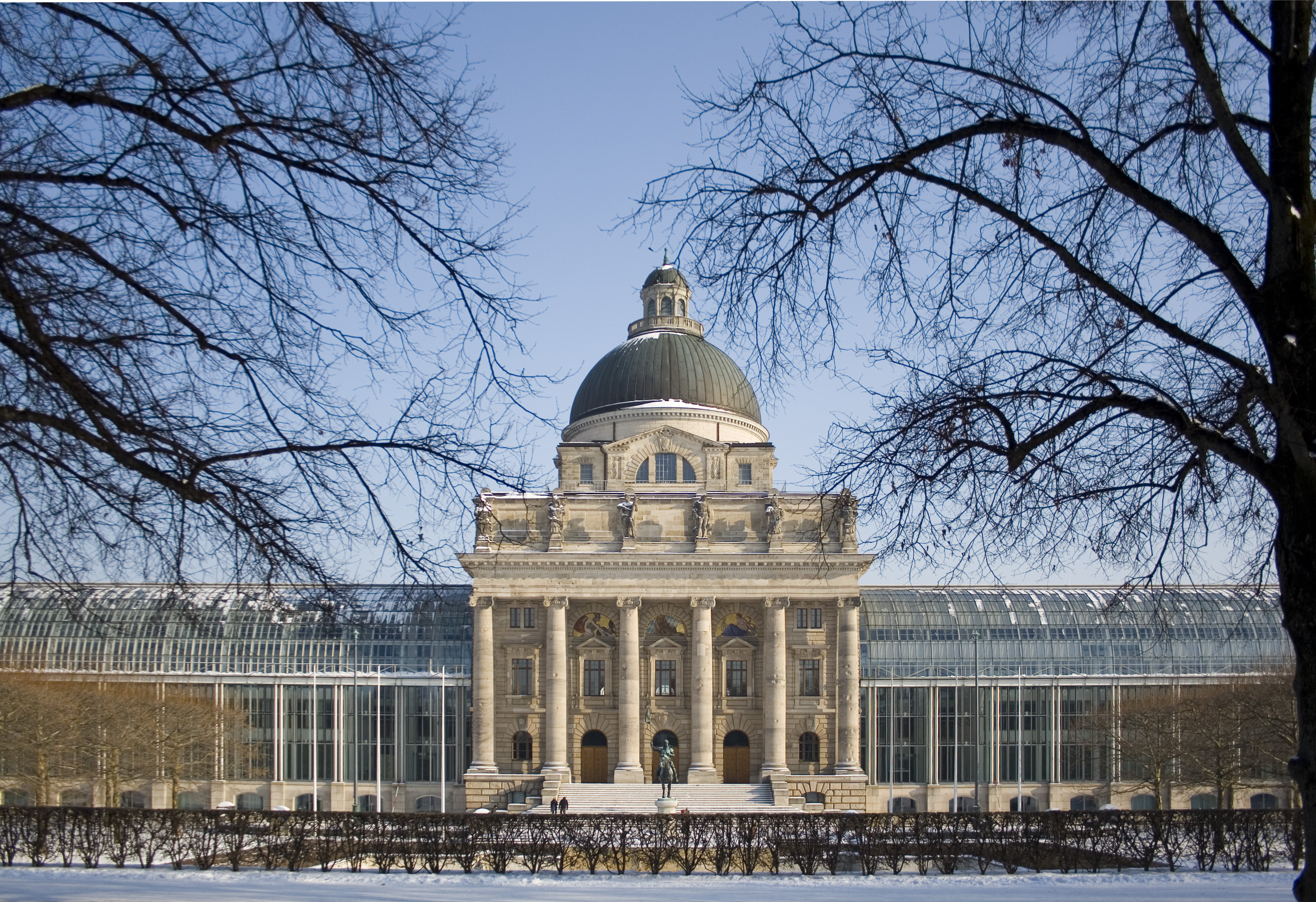
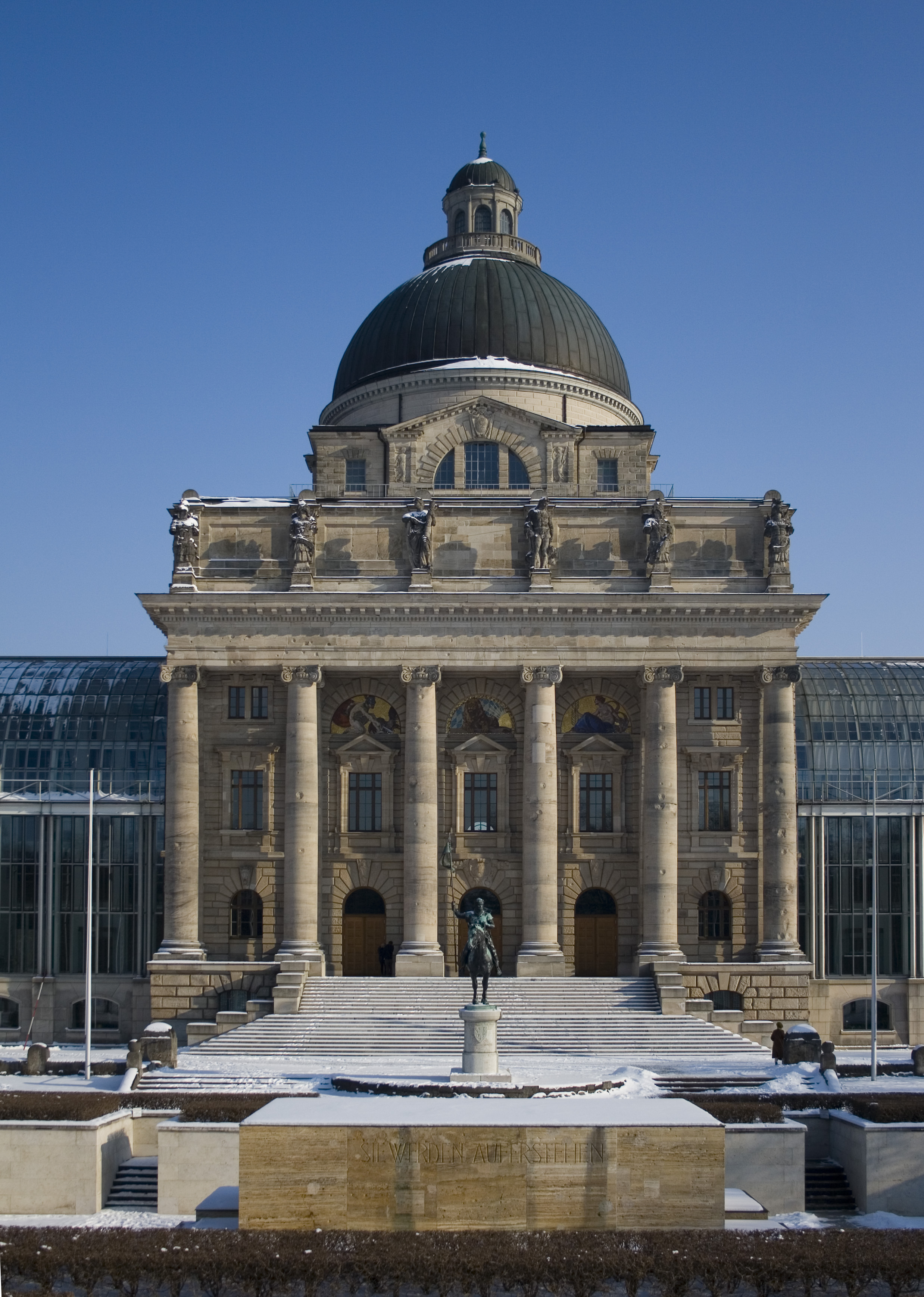
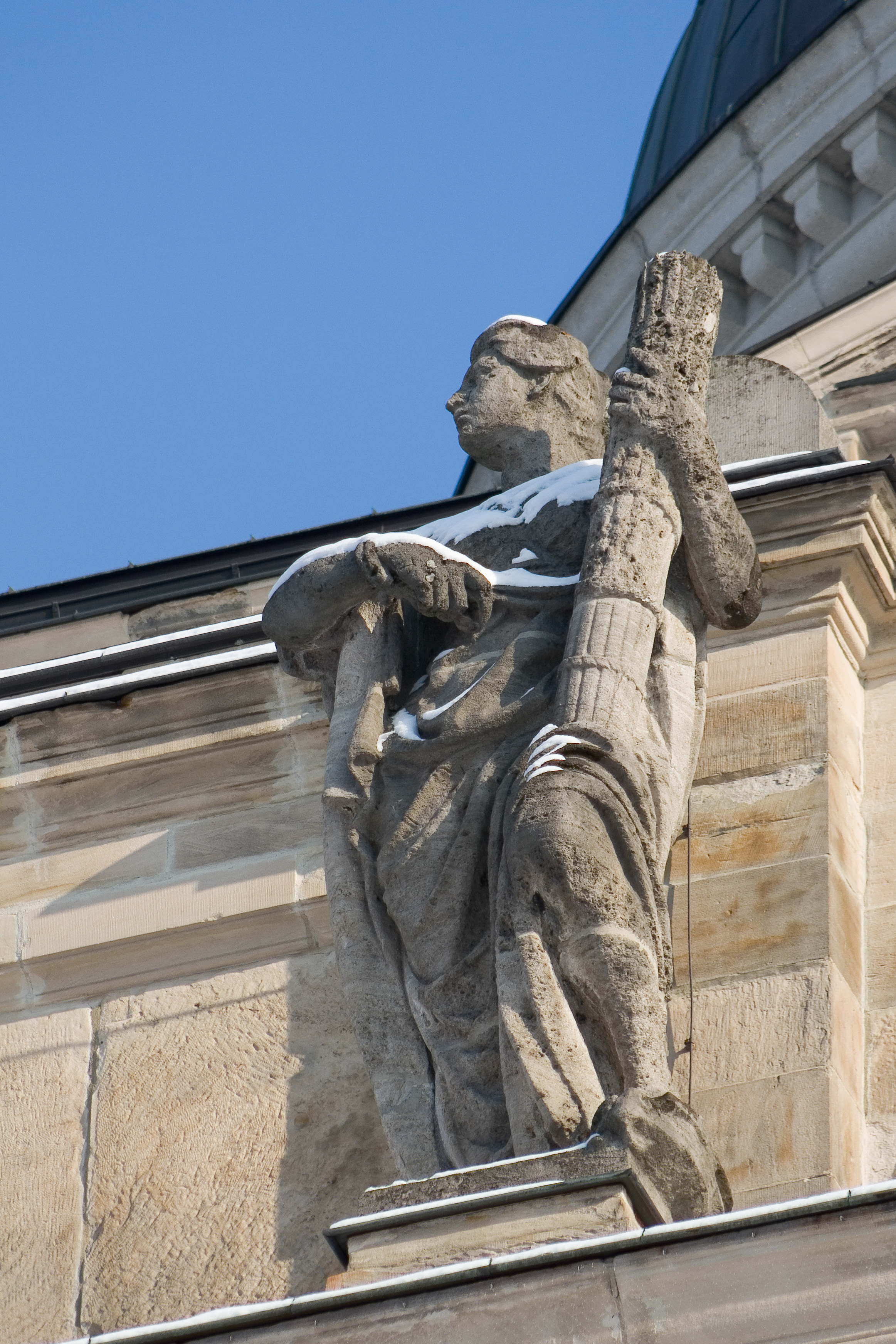
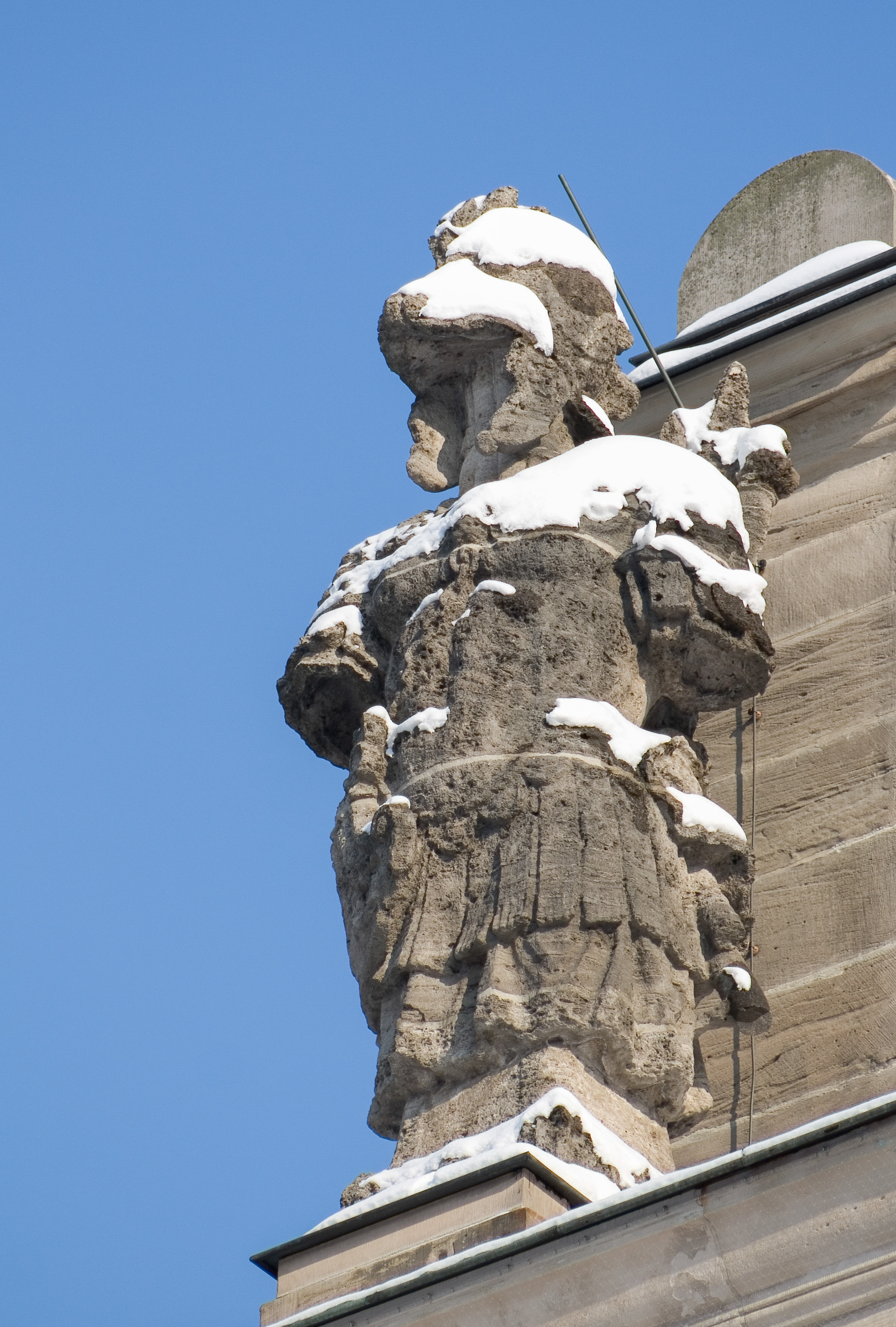
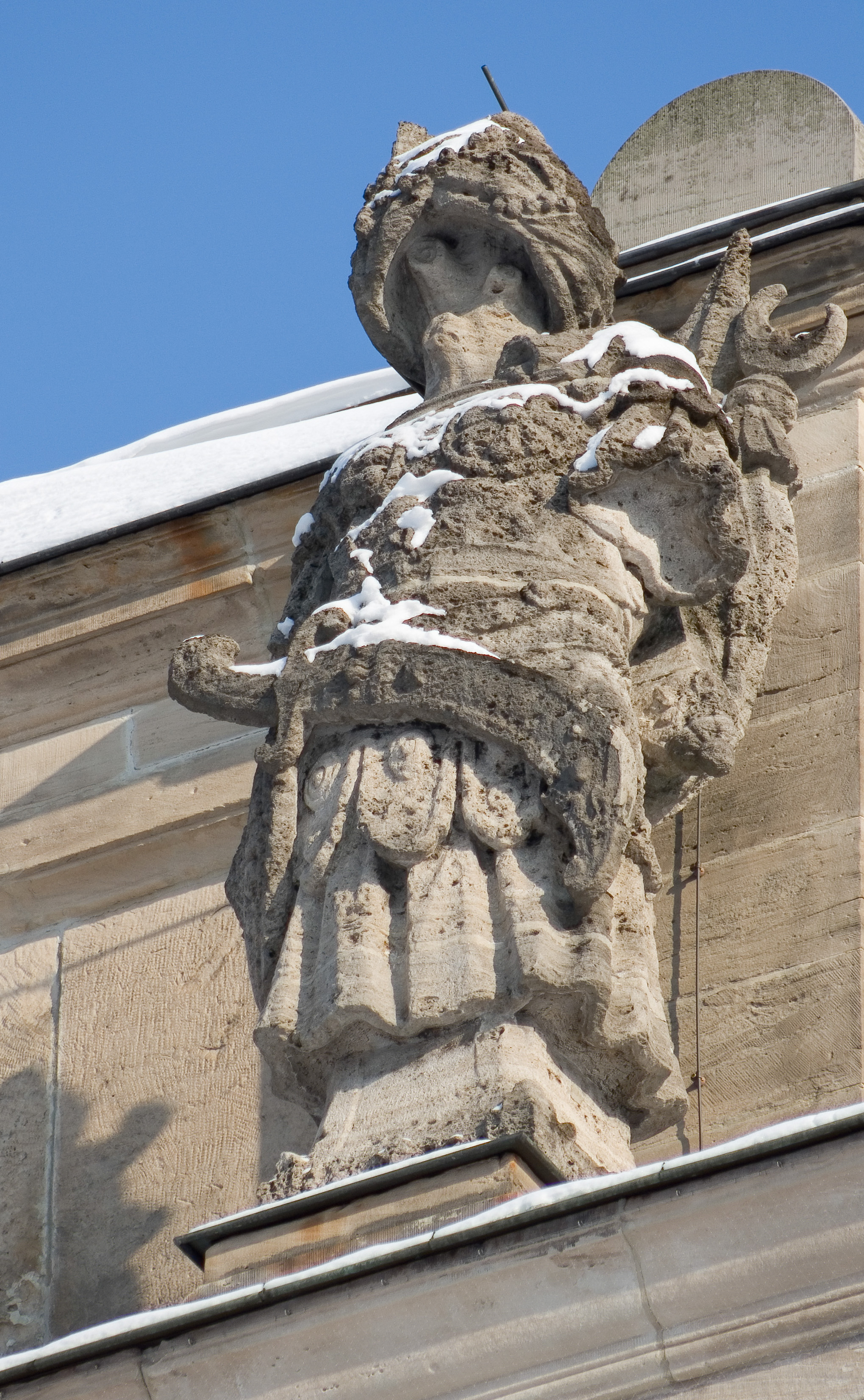
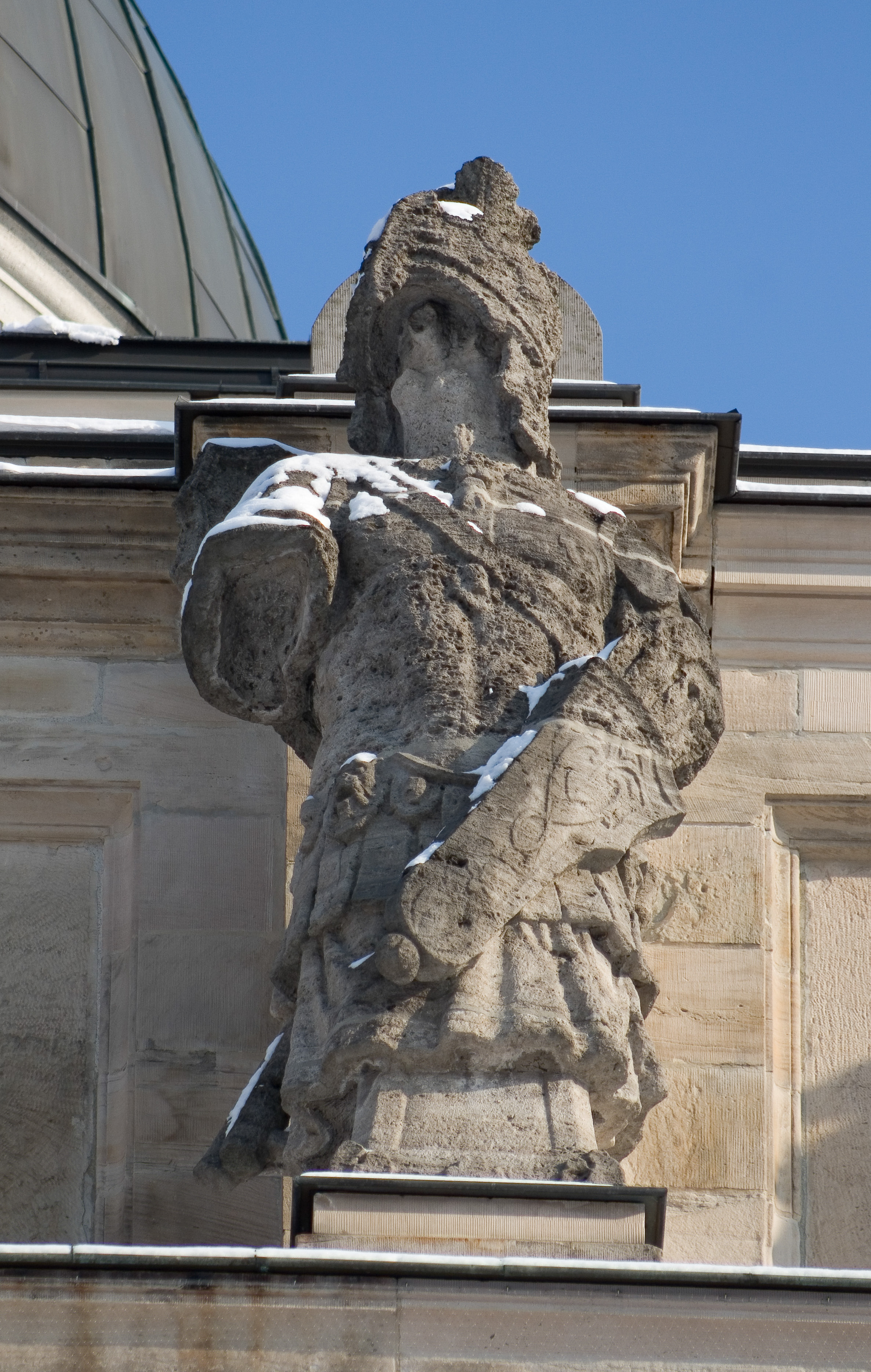
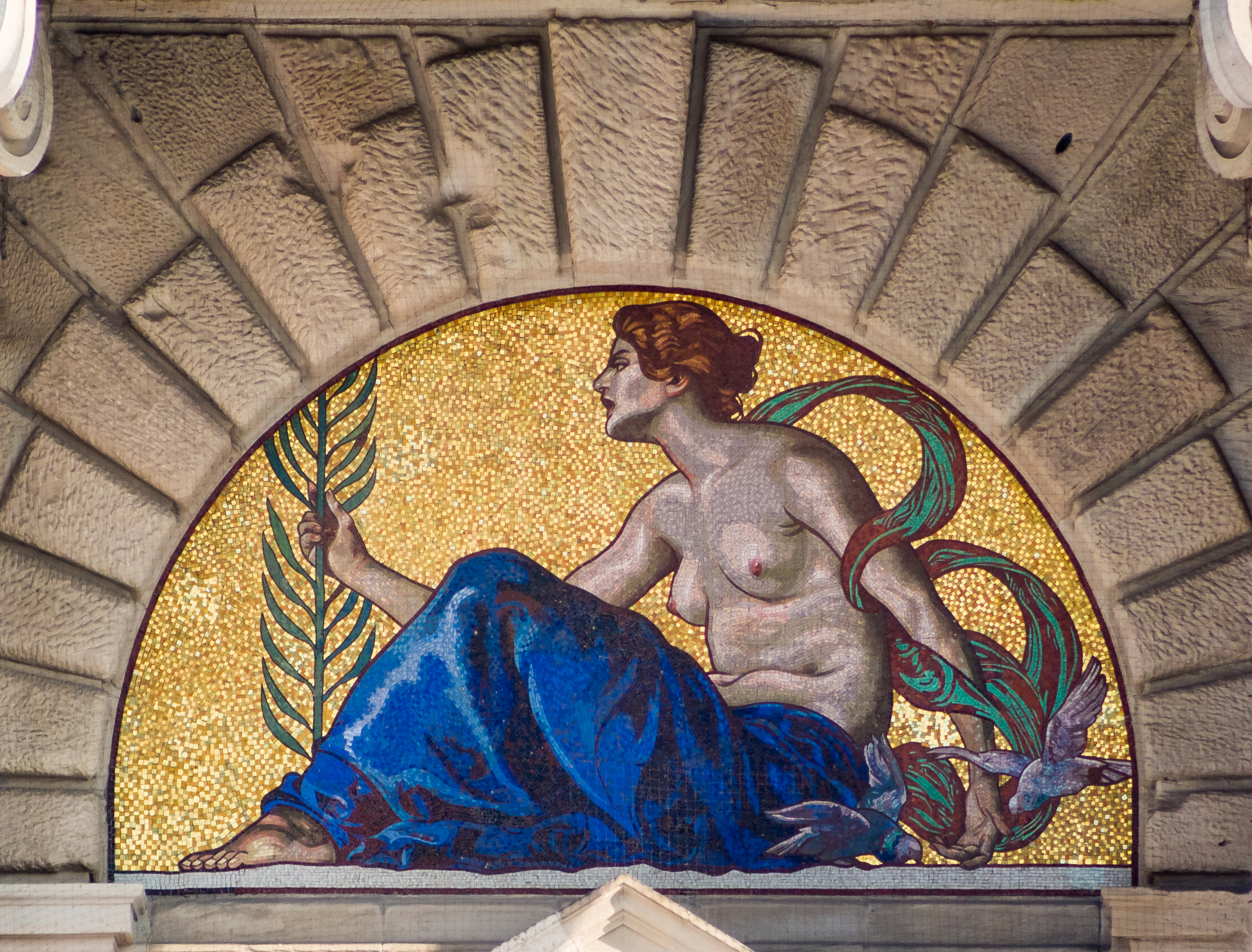
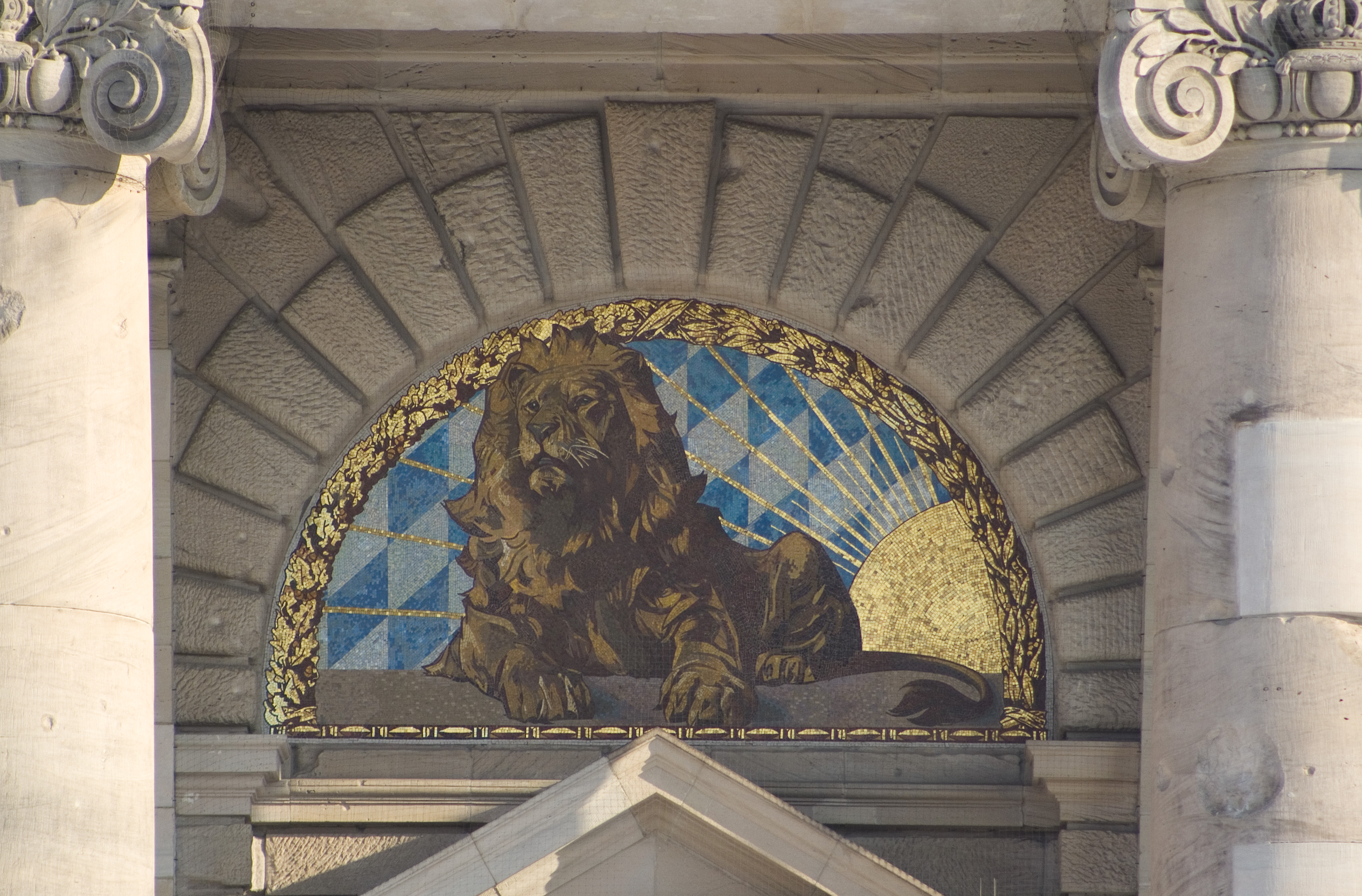
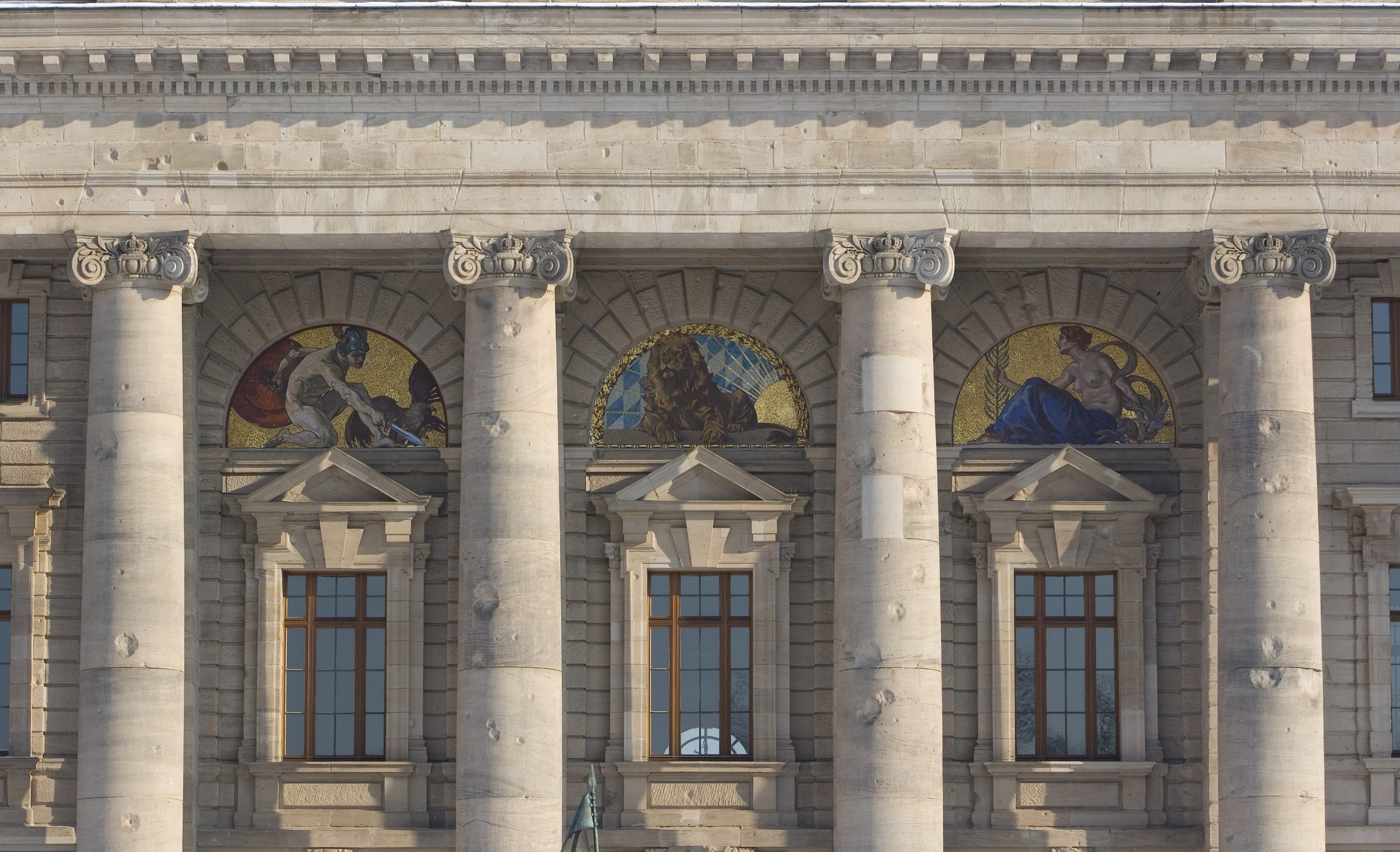
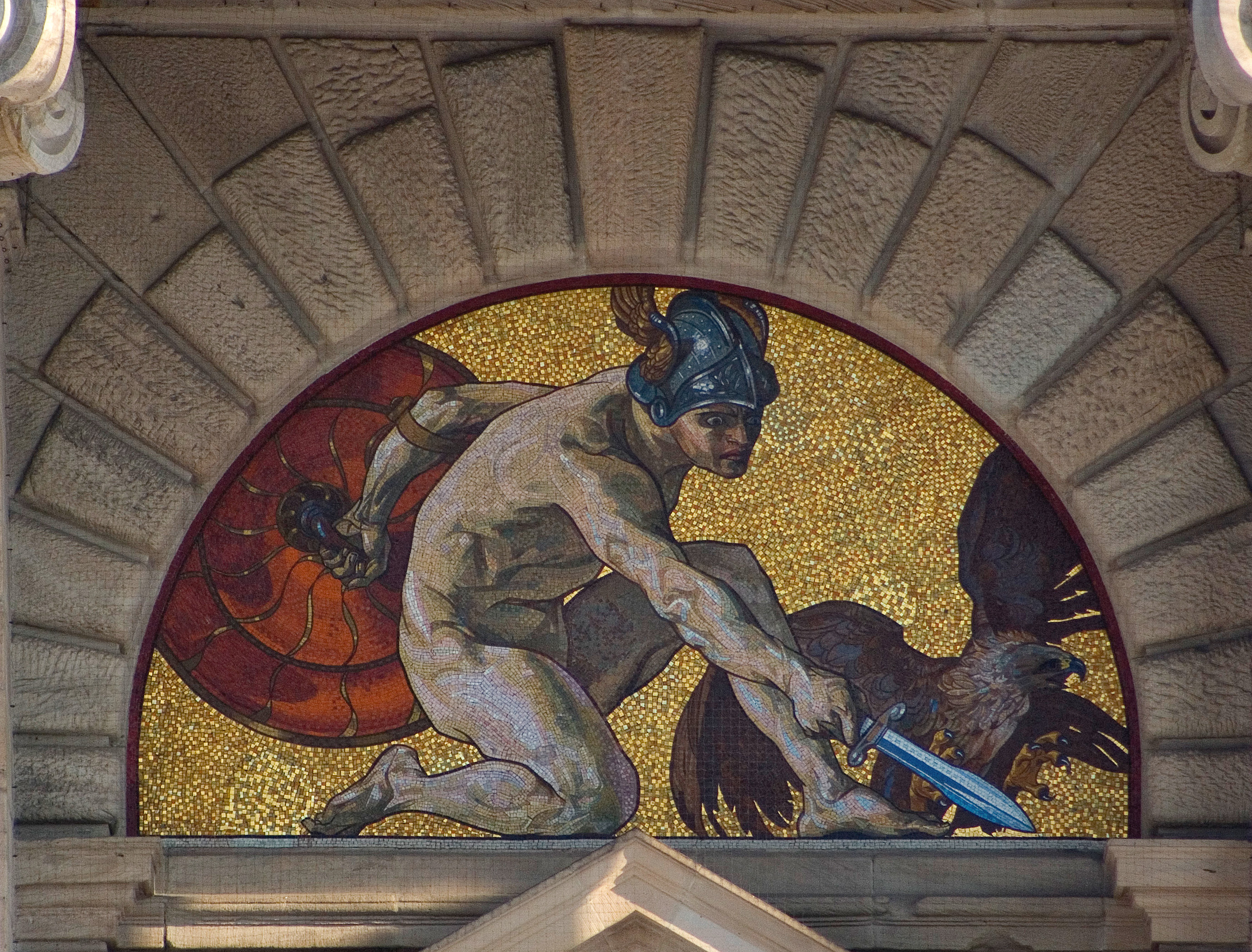
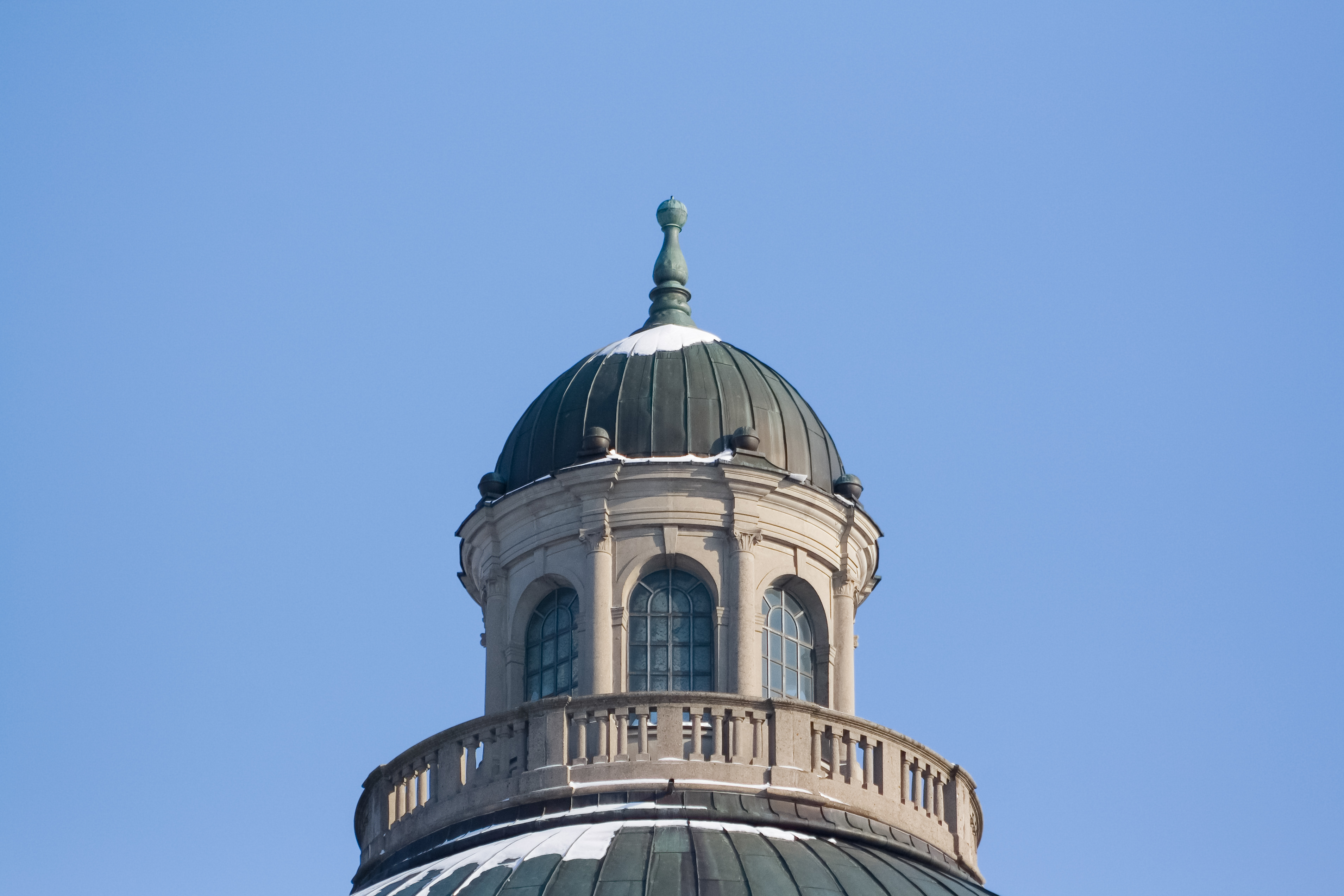